# Kornerupina
La kornerupina es un mineral de la clase de los sorosilicatos. Fue descubierta en 1884 en Fiskernaes, en el suroeste de Groenlandia, siendo nombrada en honor de Andreas N. Kornerup, geólogo danés. Un sinónimo poco usado es kornerupita.

## Características químicas
Es un sorosilicato que es una mezcla compleja de varios aniones aluminosilicato, aluminoborato y fluoruro hidroxilados, con cationes de magnesio, hierro y aluminio. Además, es muy común la presencia de impurezas de: titanio, manganeso, calcio, litio, sodio o flúor.
Forma una serie de solución sólida con la prismatina ((Mg,Al,Fe)6Al4(Si,Al)4(B,Si,Al)(O,OH,F)22), en la que la sustitución gradual de unos elementos por otros va dando los distintos minerales de la serie.

## Formación y yacimientos
Aparece en rocas volcánicas y sedimentarias ricas en boro que han sido sometidas a un metamorfismo de facies entre anfibolita a granulita; también aparece en complejos de anortosita metamorfizados.
Suele encontrarse asociado a otros minerales como: sapphirina, cordierita, espinela, corindón, turmalina, grandidierita, dumortierita, cianita, sillimanita, andalucita, biotita, flogopita, magnetita, ilmenita, hematita o rutilo.